# Nardo di Cione
Nardo (Leonardo) di Cione (1320 - 1366), fue un pintor, escultor y arquitecto nacido en Florencia, Italia. Nardo fue hermano del más popular pintor Andrea di Cione, conocido como Orcagna, y del también pintor Jacopo di Cione. Todos fueron importantes miembros del gremio de pintores de Florencia.

## Biografía
Mientras que su hermano Orcagna ha sido calificado como el pintor más talentoso, Nardo supo desarrollar su propio estilo descrito como "una profunda vena lírica, un sentimiento de valores poéticos, fuertes simpatías humanas y una gran sensibilidad al color como medio de diferenciación sutil y suave modelado".
Los hermanos di Cione colaboraron juntos en varios trabajos incluyendo la decoración de la Capilla Strozzi en la Iglesia de Santa María Novella. Su hermano Orcagna se ocupó del retablo mayor y Nardo de los frescos del Juicio final, Paraíso e Infierno.
Entre los trabajos en solitario de Nardo destaca La Crucifixión, el panel central de un retablo en cuya parte inferior además están representados san Jerónimo, Jaime el menor, san Pablo, Jaime el mayor y san Pedro Mártir. El trabajo es de origen desconocido pero fue adquirido por la Academia de Bellas Artes de Florencia y en la actualidad se conserva en la Galería Uffizi.
Otro trabajo célebre es Virgen de pie con niño ejecutado en algún momento de la década de los cincuenta del siglo XIV. Esta pieza es de las más notables entre las creadas en Florencia después de sufrir la peste negra de 1348, cuando fueron encargados numerosos trabajos de arte religioso con el fin de aliviar el sufrimiento de los supervivientes. Esta virgen de pie es muy similar a una pequeña pieza devocional, Virgen y el niño con los santos Pedro y Juan el Evangelista. realizada por Nardo para el culto en el hogar y que se conserva en la Galería Nacional de Arte de  Washington D. C..

## Selección de obras

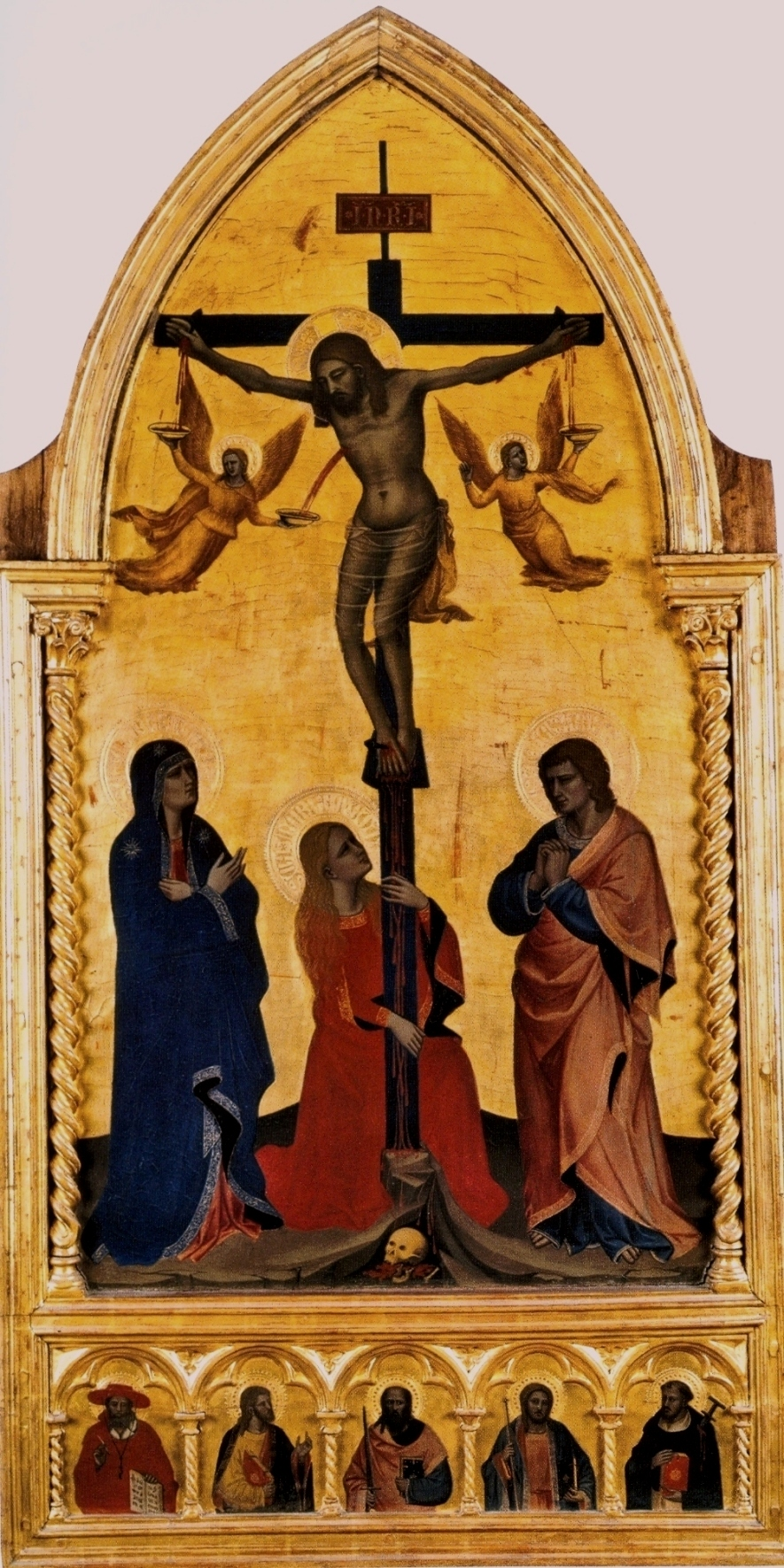
La Crucifixión.
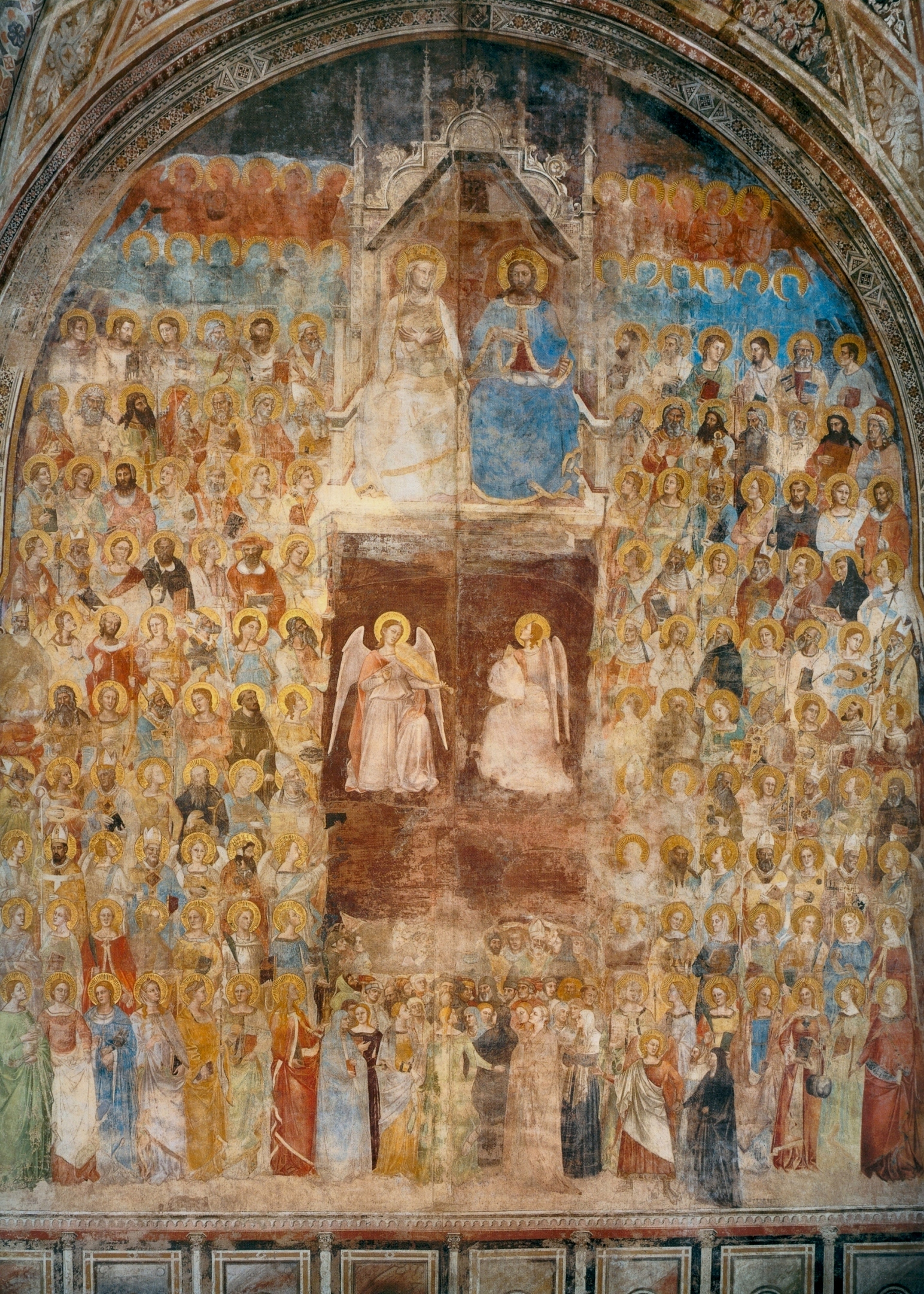
Fresco de el Paraiso en Sta. María Novella.
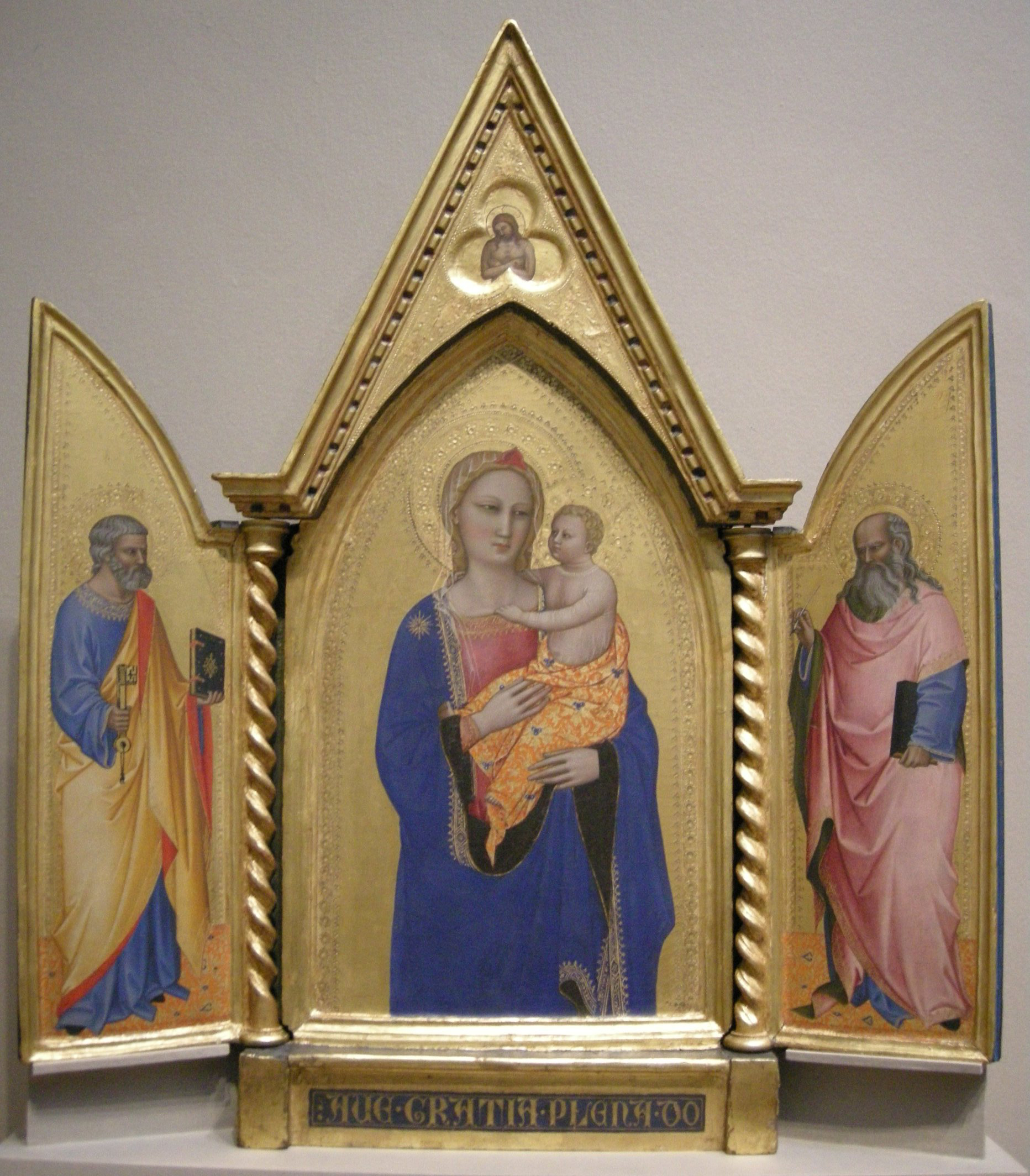
Virgen y el niño con los santos Pedro y Juan el Evangelista
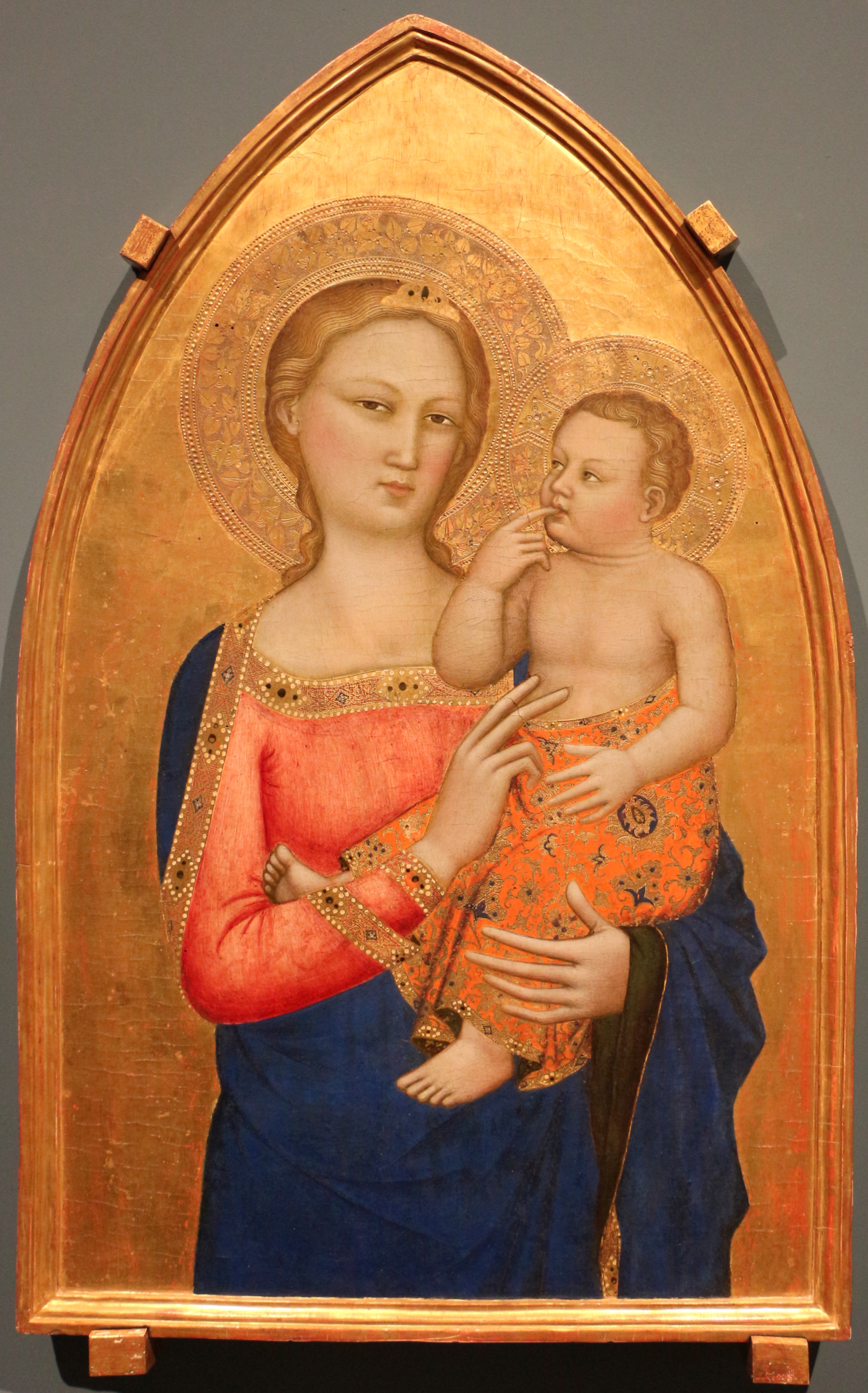
Virgen con niño.
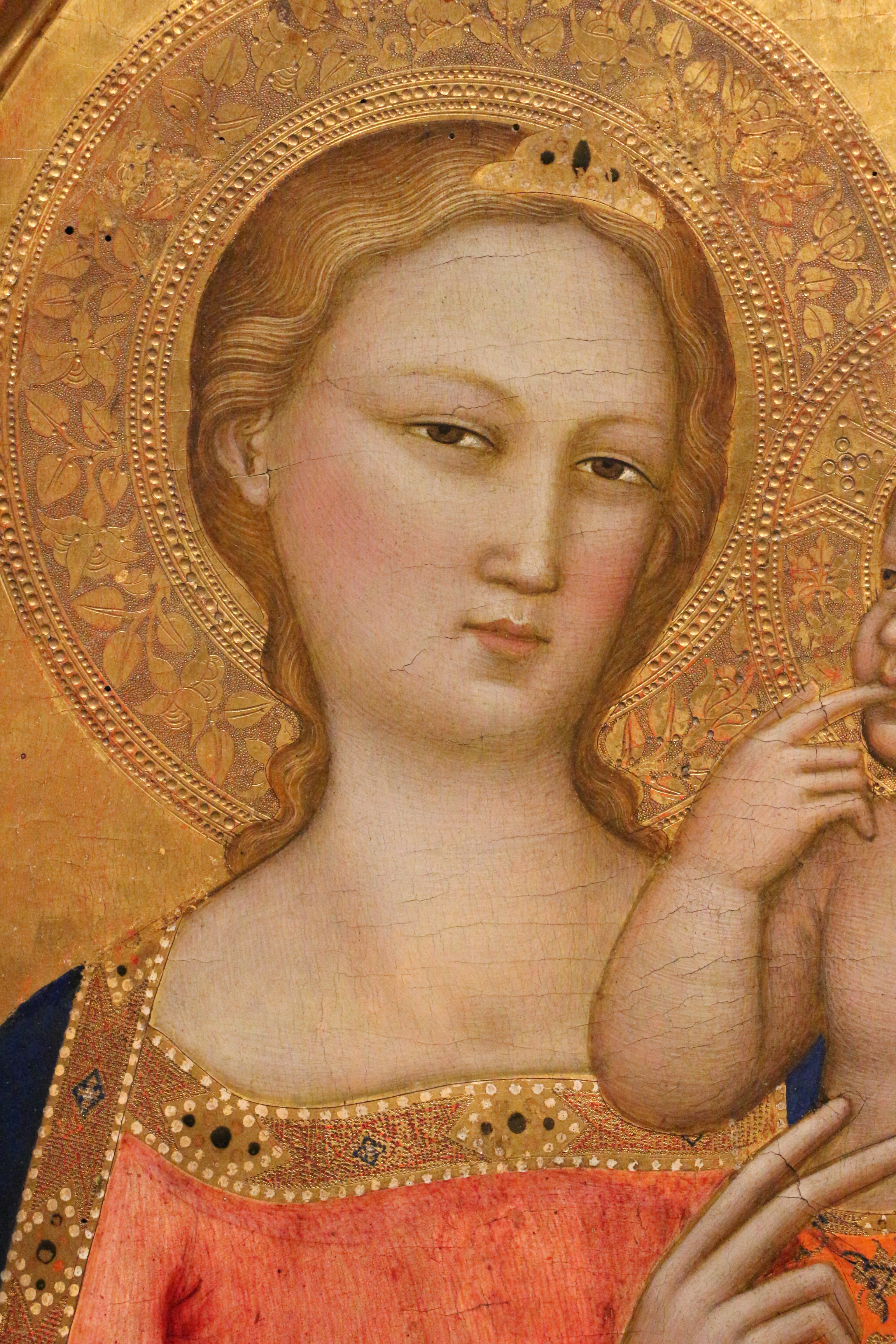
Virgen con niño (Detalle).